# 하시모토 리쿠
하시모토 리쿠(일본어: 橋本 陸, 1998년 2월 11일~)는 일본의 축구 선수이다.

## 구단 경력
그는 2020년 J3리그의 후쿠시마 유나이티드 FC에 입단했다. 2022년까지 82경기에 출전하여, 10득점을 넣었다. 2023년 SC 사가미하라로 이적했다. 2025년 FC 오사카로 이적했다.